# 法廷画家
法廷画家（ほうていがか）とは、法廷内の様子を描く画家である。

## 日本
日本では、刑事訴訟規則第215条及び民事訴訟規則第77条により、法廷撮影には裁判長の許可が必要であるが、通常は裁判開廷中に撮影が許可されることはないため、実質裁判の模様を撮影することは困難であり、裁判中の被告の挙動などを文章で説明するのが難しいという事情があることから、法廷画家により裁判の様子が描かれる。描かれた絵は新聞やテレビなどで掲載される。
かつてはメモを取る行為すら許されなかったことから、ロッキード事件などは傍聴席で記憶し、外に出てから絵を描くという手段を使ったという。1989年3月8日に法廷メモ訴訟の最高裁判決以降は法廷内でスケッチも可能となった。
法廷画家に特に資格等はないため、多くの場合イラストレーターや漫画家など絵を描く職業がマスコミから依頼されるが、マスコミに絵が得意な者がいると報道と兼任になることもある。ただし速報性が要求されることから、筆が早いことが絶対条件となるため、クロッキーを採用する画家が多く、独自の作風となる。
通常は一般傍聴席を利用するが、注目度の高い大きな事件は傍聴希望者が多く、傍聴券の抽選が行われる。当たり券を入手するためにマスコミがアルバイトを雇う場合もあるが、すべて外れることもある。その場合、司法記者クラブの枠で少なくとも1人は法廷画家が傍聴席に座り、数分で記者と交代。頭の中に描いたイメージを覚えて、他の場所で作画することになる。
学生時代から朝日新聞の法廷画家を経験してきた池田学によると、オウム真理教事件の裁判のときは各メディアが雇った20人ほどの法廷画家が一つの傍聴席をタイムキーパーがついて回し、自分の持ち時間でスケッチしてから別室で清書して記者に渡していたという。新型コロナウイルス感染症（COVID-19）流行以降では法廷画家席が用意されるケースもある。

## 著名な法廷画家
- 大橋伸一（オウム真理教事件、東京・埼玉連続幼女誘拐殺人事件など）
- 田村角（附属池田小事件、和歌山毒入りカレー事件、小室哲哉の著作権詐欺事件など）
- くどう昭（ロッキード事件、オウム真理教事件など）
- 吉田弘良（ロッキード事件、連合赤軍事件、オウム真理教事件、和歌山毒入りカレー事件など）
- 石井克昌（オウム真理教事件、秋葉原通り魔事件など）
- 幹英生（ロッキード事件）
- つがる団平（オウム真理教事件）
- 榎本よしたか（ライブドア事件、江東マンション神隠し殺人事件など）
- 小野眞智子（渋谷区短大生切断遺体事件、江東マンション神隠し殺人事件など）
- 篠原ユキオ（和歌山毒物カレー事件、附属池田小事件など）
- 竹本佐治（関西青酸連続死事件、広島小1女児殺害事件、京都アニメーション放火殺人事件など）[5]
- 大橋由美子（相模原障害者施設殺傷事件など）
- 柚木恵介（相模原障害者施設殺傷事件など)[6]